# Encuesta Anual de Población de Gran Bretaña
La Encuesta Anual de Población (APS) es una encuesta estadística combinada de hogares en Gran Bretaña que realiza trimestralmente la Oficina Nacional de Estadística (ONS). Combina los resultados de la Encuesta de población activa (LFS) con elementos de las Encuestas de población activa inglesa, galesa y escocesa, financiados por el Departamento de Educación y Capacidades (DfES), el Departamento de Trabajo y Pensiones (DWP), el Gobierno de Gales y el Gobierno escocés . 

## Historia
Los datos de la APS se publicaron por primera vez en julio de 2005. Incluyen datos recopilados entre enero y diciembre de 2004. Desde entonces, los datos de APS se publican trimestralmente, pero cada conjunto de datos se refiere a un año completo. Entre enero de 2004 y diciembre de 2005, se introdujo una muestra adicional de refuerzo. Sin embargo, la muestra de refuerzo se suspendió en 2006 debido a la falta de financiación.  En 2007, la ONS modificó la ponderación de  los datos de la Encuesta Anual de Población (EAP) y la Encuesta de Población Activa (EPA), utilizando ahora estimaciones de población para 2007-2008.
La característica clave de la EAP es su énfasis en áreas geográficas relativamente pequeñas, proporcionando información sobre variables sociales y socioeconómicas seleccionadas entre los censos decenales. Algunos de los temas incluidos en la EAP son, por ejemplo, educación, salud, empleo y origen étnico . 

## Metodología y objetivo
La EAP se publica trimestralmente, pero cada conjunto de datos se refiere a 12 meses. Para cada conjunto de datos, el tamaño de la muestra es de aproximadamente 170.000 hogares y 360.000 personas. 

## Reutilización de los datos
Los usuarios pueden obtener datos de la Encuesta Anual de Población desde el sitio web del Servicio de Datos del Reino Unido ; También se puede acceder a ciertos datos en el sitio web de NOMIS. El servicio de datos de la Encuesta de población activa proporciona tablas que utilizan datos de la EAP. 